# 扁丝八月瓜
扁丝八月瓜（学名：Holboellia latistaminea）为木通科八月瓜属下的一个种。

## 扩展阅读
- 維基物種上的相關：扁丝八月瓜